# Plana Alta

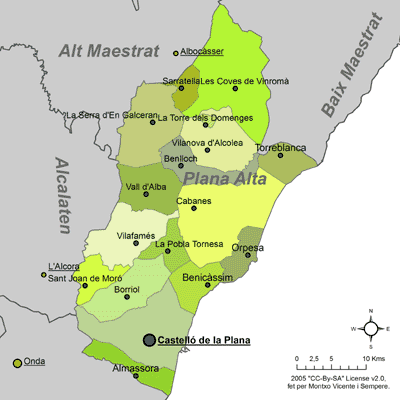
Mapa municipal de la Plana Alta abans de la reforma de 2023

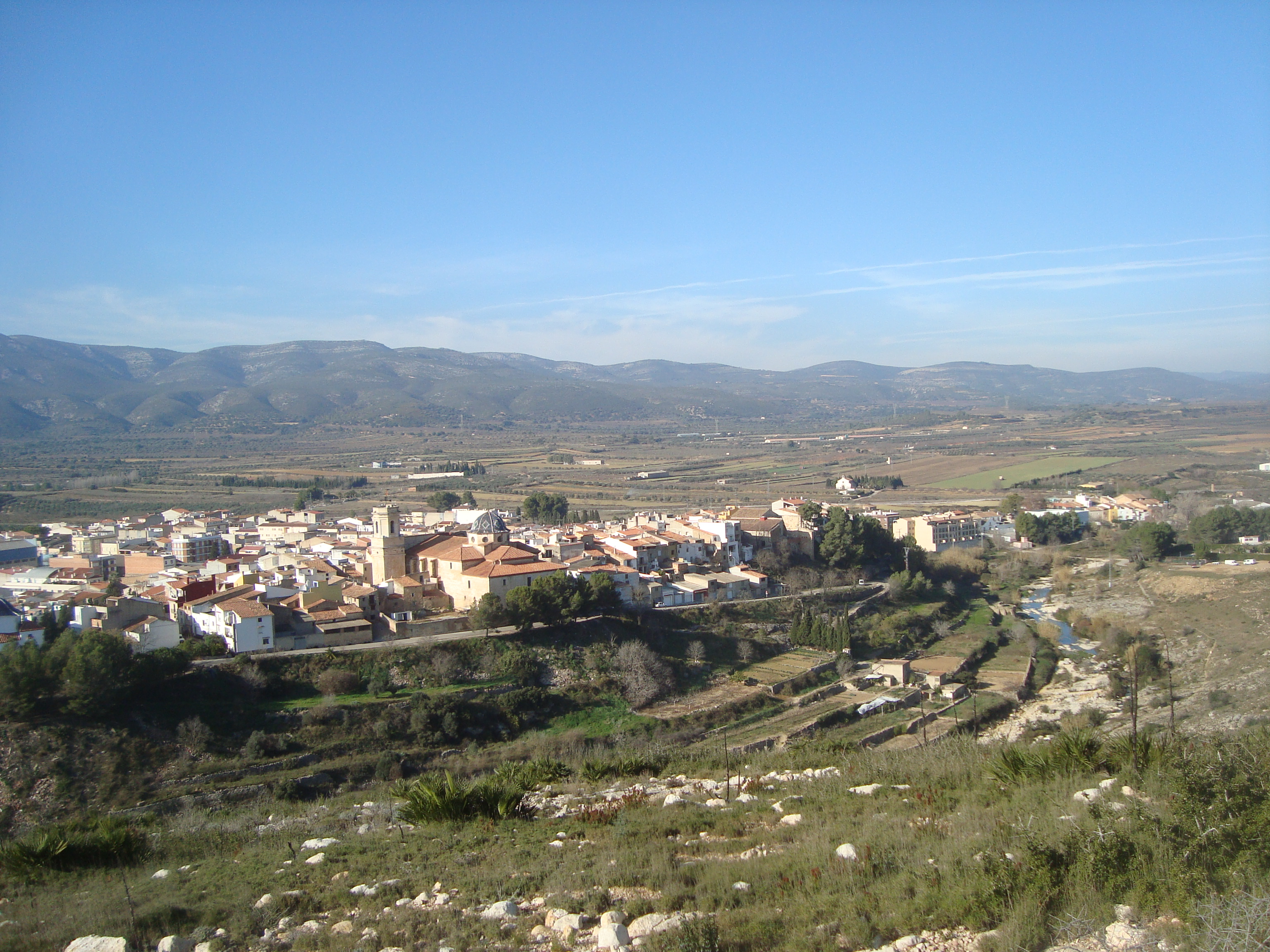
Les Coves de Vinromà

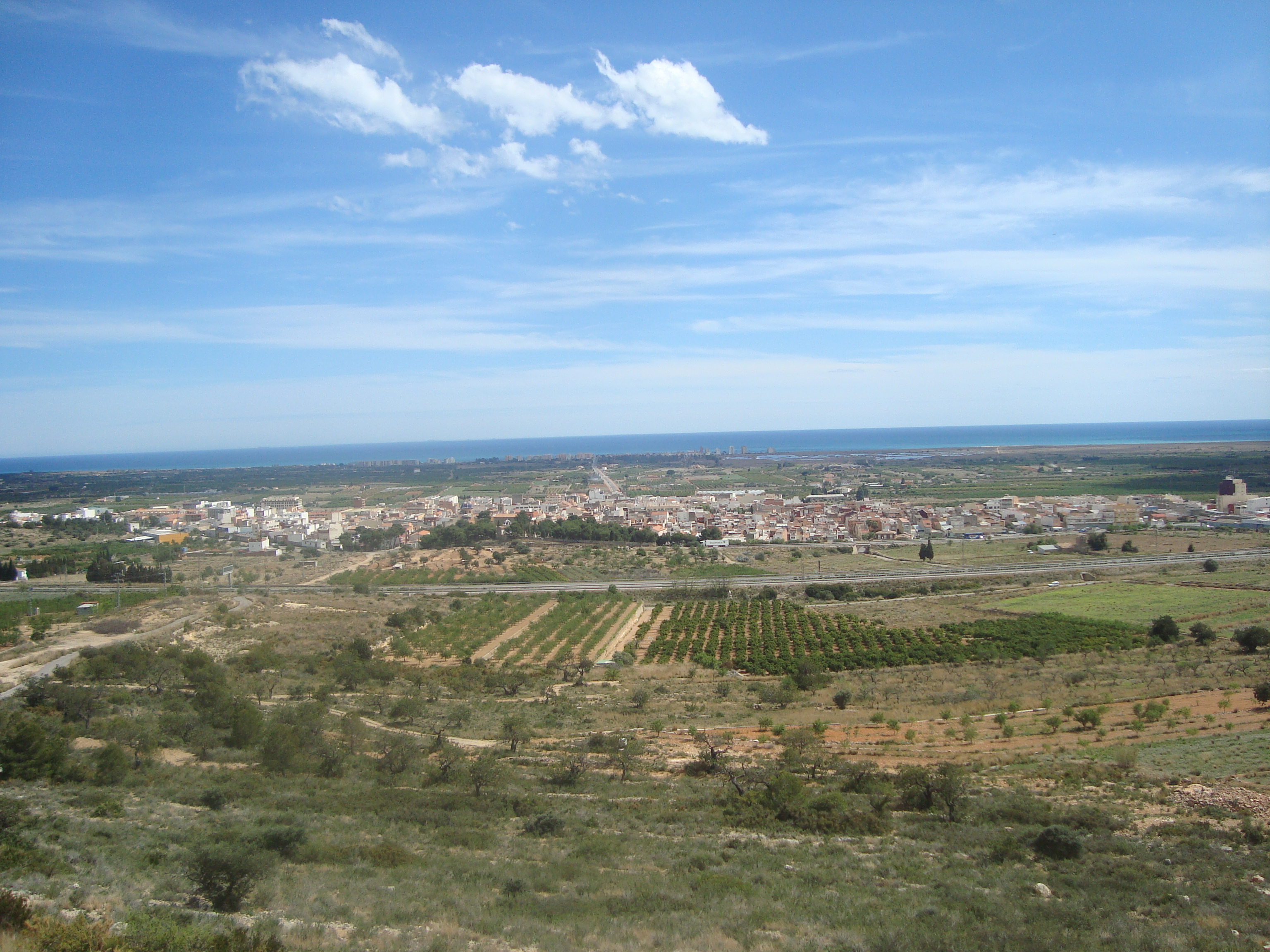
Vista panorámica de Torreblanca

La Plana Alta és una comarca costanera del nord del País Valencià, amb capital a Castelló de la Plana.

## Geografia
Limita al nord amb Alt i el Baix Maestrat, a l'est amb la mar Mediterrània, al sud amb la Plana Baixa i a l'oest amb l'Alcalatén.

## Municipis
Les dades bàsiques dels «16 municipis», amb les xifres de població del padró municipal d'habitants 2023, són:
| Municipi               | Habitants (2023) | Sup. (km²) | Dens. (2023) (hab./km²) |
| ---------------------- | ---------------- | ---------- | ----------------------- |
| Castelló de la Plana   | 176.238          | 108,8      | 1619,8                  |
| Almassora              | 27.989           | 33,0       | 848,2                   |
| Benicàssim             | 19.951           | 36,1       | 552,7                   |
| Orpesa                 | 10.958           | 26,4       | 415,1                   |
| Torreblanca            | 5.630            | 29,8       | 188,92                  |
| Borriol                | 5.865            | 61         | 96,1                    |
| Sant Joan de Moró      | 3.516            | 29,1       | 120,8                   |
| Cabanes                | 3.222            | 131,6      | 24,5                    |
| Vall d'Alba            | 3.054            | 52,9       | 57,7                    |
| Vilafamés              | 1.915            | 70,4       | 27,2                    |
| les Coves de Vinromà   | 1.831            | 136,4      | 13,4                    |
| la Pobla Tornesa       | 1.309            | 25,8       | 50,7                    |
| Benlloc                | 1.108            | 43,5       | 25,5                    |
| la Serra d'en Galceran | 1.045            | 82,0       | 12,7                    |
| Vilanova d'Alcolea     | 575              | 68,4       | 8,4                     |
| la Torre d'en Doménec  | 175              | 3,2        | 54,7                    |
| la Plana Alta          | 264.381          | 938,4      | 281,7                   |

## Història
La comarca de la Plana Alta és de creació moderna, l'any 1989, i comprèn part de l'antiga comarca de la Plana, i l'antiga comarca de la Tinença de Mirabet. Aquestes comarques antigues apareixen al mapa de comarques d'Emili Beüt "Comarques naturals del Regne de València" publicat l'any 1934.

## Vegeu també

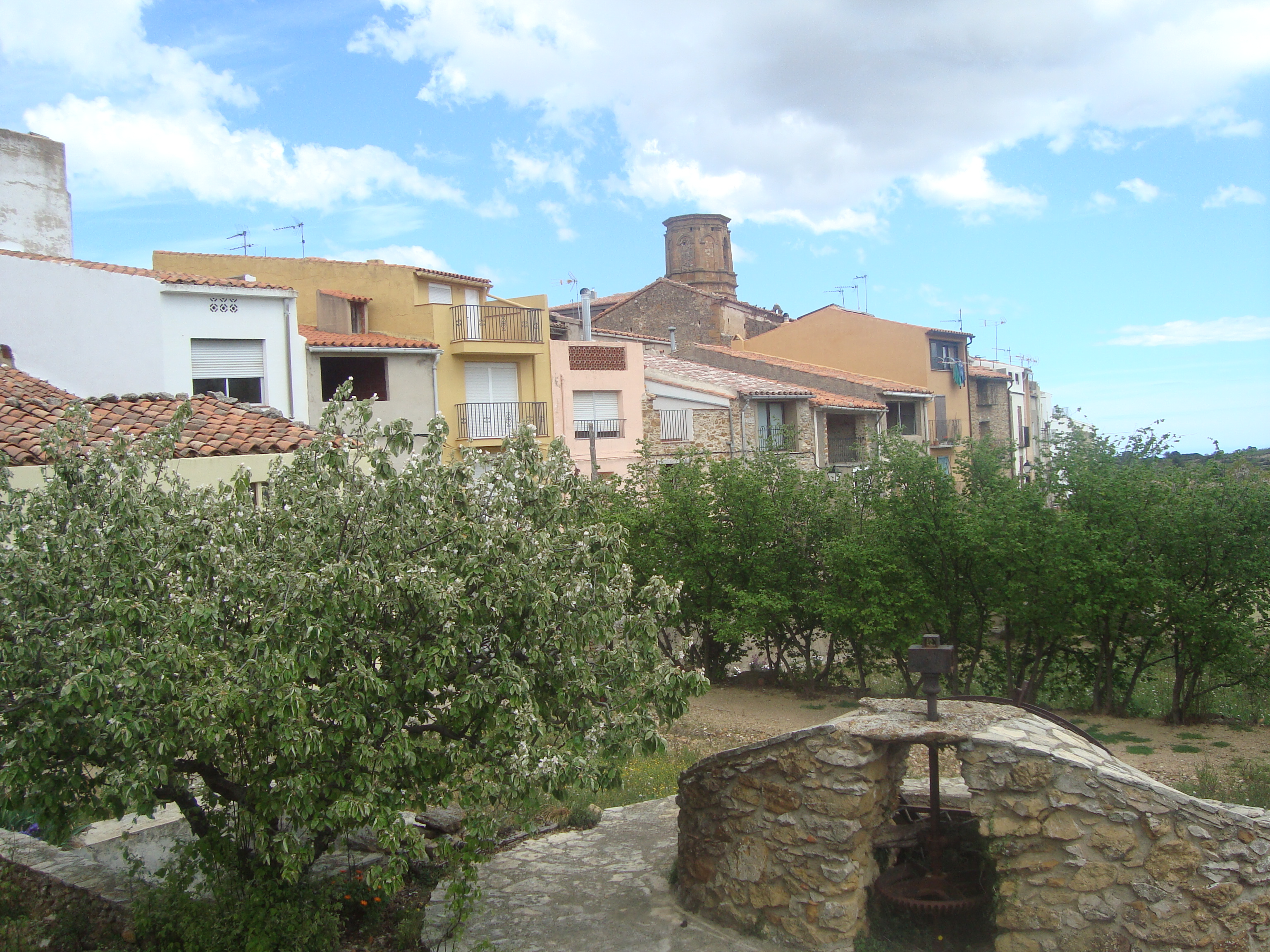
Panorámica de la Sarratella

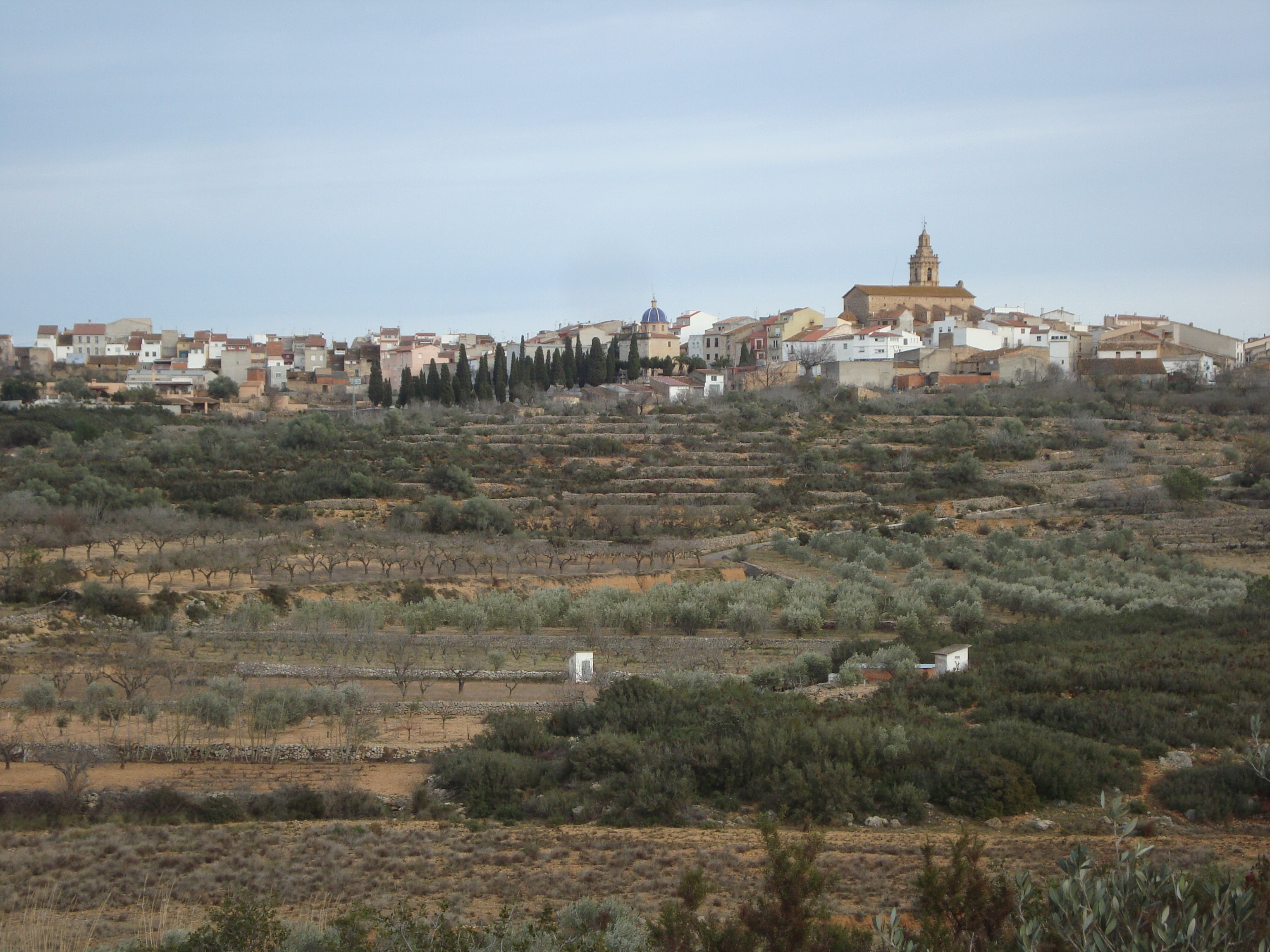
Panorámica de Vilanova d'Alcolea